# Cristian Preda
Cristian Dan Preda (ur. 26 października 1966 w Bukareszcie) – rumuński polityk, politolog i publicysta, deputowany do Parlamentu Europejskiego VII i VIII kadencji.

## Życiorys
Ukończył w 1991 studia na Wydziale Filozofii Uniwersytetu Bukareszteńskiego. Kształcił się następnie na Sorbonie (DEA w zakresie historii filozofii). Odbył następnie w ramach różnych stypendiów (w tym rządu francuskiego) studia doktoranckie. W 1998 uzyskał stopień naukowy doktora nauk politycznych w École des hautes études en sciences sociales. Zawodowo związany z Uniwersytetem Bukareszteńskim, na którym doszedł do stanowiska profesora. Opublikował kilka książek poświęconych rumuńskiej myśli politycznej, systemowi wyborczemu w Rumunii i historii liberalizmu.
W latach 1999–2000 doradzał prezydentowi Emilowi Constantinescu. Od 2001 związany z organizacją międzynarodową ds. Frankofonii. W 2005 został rządowym komisarzem ds. Frankofonia, a także sekretarzem stanu w resorcie spraw zagranicznych. W 2007 został doradcą Traiana Băsescu ds. edukacji i nauki.
W wyborach w 2009 z listy Partii Demokratyczno-Liberalnej uzyskał mandat posła do Parlamentu Europejskiego. W VII kadencji PE przystąpił do grupy Europejskiej Partii Ludowej, został też członkiem Komisji Spraw Zagranicznych. Po rozłamie w PDL przeszedł do Partii Ruchu Ludowego. W 2014 z jej ramienia uzyskał europarlamentarną reelekcję. Jeszcze w 2014 został wykluczony ze swojej partii. W 2019 wstąpił do ugrupowania PLUS.